# 髙見信三
髙見 信三（たかみ しんぞう、1957年5月15日 - ）は、日本のジャーナリスト、実業家。QUICK社長。

## 人物・来歴
福岡県出身。1976年福岡県立修猷館高等学校を経て、1982年早稲田大学法学部卒業。
1982年日本経済新聞社に入社。新聞記者として、大阪経済部をスタートに証券・金融分野のニュースを取材し、チューリッヒ支局長、ロンドンの欧州編集総局次長として、海外特派員としても現地から記事を書き、帰国後は東京本社証券部次長、経済部次長、2005年3月日経金融新聞編集長などを歴任。長年にわたり経済関係部署からニュース報道に関わる。2011年4月電波・電子戦略室長となり、新聞発行事業を核とした同社のメディア戦略づくりに携わった後、2012年3月日経QUICKニュース代表取締役社長に就任。
2014年3月日本経済新聞デジタルメディア専務取締役、2015年7月日本経済新聞社常務執行役員デジタルメディア担当、2016年3月同情報技術担当を歴任後、2019年3月QUICK専務取締役、2020年3月同社代表取締役副社長を経て、2021年3月日本経済新聞社取締役兼QUICK代表取締役社長に就任。